# Caligus macarovi
Caligus macarovi är en kräftdjursart som beskrevs av Gusev 1951. Caligus macarovi ingår i släktet Caligus och familjen Caligidae. Inga underarter finns listade i Catalogue of Life.